# Brankica
Brankica ist ein Vorname.

## Herkunft und Bedeutung
Der Name wird vor allem im Kroatischen und Serbischen verwendet und ist eine weibliche Verkleinerungsform von Branko.

## Bekannte Namensträgerinnen
- Brankica Mihajlović (* 1991), serbische Volleyballspielerin bosnischer Herkunft